# A Million Lights
A Million Lights – trzeci album studyjny brytyjskiej piosenkarki Cheryl Cole. Ukazał się w wersji standardowej oraz wersji deluxe w czerwcu 2012.

## Tło i rozwój
W sierpniu 2011 pojawiły się pierwsze informacje mówiące o tym, że Cheryl Cole pracuje nad trzecim albumem. 18 kwietnia 2012 Cole wyjawiła tytuł albumu – A Million Lights. Na swoim oficjalnym koncie SoundCloud Cole pokazała piosenkę zatytułowaną Love Killer wyprodukowaną przez Dada Life, która pochodzi z najnowszego albumu. 24 maja piosenkarka ujawniła na Facebooku okładkę i listę utworów.

## Nagrywanie
W lipcu 2011, Far East Movement twierdzili, że byli razem z Cheryl Cole i will.i.am w studiu. MTV ogłosiło, że piosenkarka spotkała się z Usherem w Los Angeles a według Perez Hiltona Cole i Christina Aguilera rozmawiały o wspólnej współpracy. We wrześniu 2011 Taio Cruz wyjawił, że pracował nad trzecim albumem Cole. W tym samym miesiącu Cole była widziana z w studiu z Alex da Kid. W maju 2012, Cole potwierdziła, że Lana Del Rey jest jedną z autorów tekstów do albumu.

## Single
- Call My Name – pierwszy singiel napisany i wyprodukowany przez Calvina Harrisa. Piosenka zadebiutowała 20 kwietnia 2012  w Capital FM. Teledysk do utworu wyreżyserowany przez Anthony Mandlera miał premierę 2 maja 2012. Wydana po raz pierwszy 18 maja 2012[19] między innymi w Australii, natomiast w Wielkiej Brytanii piosenka wydana zostanie 10 czerwca 2012[20].

## Lista utworów
| Nr  | Tytuł utworu                        | Tekst                                                                                | Produkcja                            | Długość |
| --- | ----------------------------------- | ------------------------------------------------------------------------------------ | ------------------------------------ | ------- |
| 1.  | „Under The Sun”                     | Alex Da Kid, Mike Del Rio, Jayson DeZuzio, Steven Battey, Carlos Battey, Cheryl Cole | Alex da Kid                          | 3:29    |
| 2.  | „Call My Name”                      | Calvin Harris                                                                        | Calvin Harris                        | 3:27    |
| 3.  | „Craziest Things” (feat. will.i.am) | William Adams, Cheryl Cole, S. Khan, A. Martin                                       | will.i.am, Naughty Boy (co-producer) | 3:12    |
| 4.  | „Girl In The Mirror”                | Aaron Cowan, Jareth Rwamafa-Johnson                                                  | Pantha                               | 3:30    |
| 5.  | „A Million Lights”                  | Greg Bonnick, Leon Price, Peter Renshaw, Tom Havelock                                | Agent X                              | 3:23    |
| 6.  | „Screw You” (feat. Wretch 32)       | Megan Nicolle Thomaston, Kingsley Brown, Daniel Traynor, Jermaine Scott              | Hy-Grade                             | 3:37    |
| 7.  | „Love Killer”                       | Stefan Engblom, Olle Corneer, Kasia Livingston                                       | Dada Life                            | 3:46    |
| 8.  | „Ghetto Baby”                       | Elizabeth Grant, Roy Kerr, Anu Pillai                                                | Kid Gloves                           | 2:48    |
| 9.  | „Sexy Den A Mutha”                  | James Washington, Megan Nicolle Thomaston                                            | Jim Beanz                            | 3:39    |
| 10. | „Mechanics Of The Heart”            | Taio Cruz, Mathias Wollo, Loick Essien                                               | Taio Cruz, Mathias Wollo             | 3:15    |
| 11. | „All Is Fair”                       | James Washington, Candice Nelson                                                     | Jim Beanz                            | 3:24    |
| 12. | „Last One Standing”                 | Billy Wes, Onique Williams                                                           | The Beamer Boyz, Billy Wes           | 3:09    |
|     |                                     |                                                                                      |                                      | 40:39   |

| Deluxe Edition | Deluxe Edition                      | Deluxe Edition                                                                       | Deluxe Edition                       | Deluxe Edition |
| Nr             | Tytuł utworu                        | Tekst                                                                                | Produkcja                            | Długość        |
| -------------- | ----------------------------------- | ------------------------------------------------------------------------------------ | ------------------------------------ | -------------- |
| 1.             | „Under The Sun”                     | Alex Da Kid, Mike Del Rio, Jayson DeZuzio, Steven Battey, Carlos Battey, Cheryl Cole | Alex da Kid                          | 3:29           |
| 2.             | „Call My Name”                      | Calvin Harris                                                                        | Calvin Harris                        | 3:27           |
| 3.             | „Craziest Things” (feat. will.i.am) | William Adams, Cheryl Cole, S. Khan, A. Martin                                       | will.i.am, Naughty Boy (co-producer) | 3:12           |
| 4.             | „Girl In The Mirror”                | Aaron Cowan, Jareth Rwamafa-Johnson                                                  | Pantha                               | 3:30           |
| 5.             | „A Million Lights”                  | Greg Bonnick, Leon Price, Peter Renshaw, Tom Havelock                                | Agent X                              | 3:23           |
| 6.             | „Screw You” (feat. Wretch 32)       | Megan Nicolle Thomaston, Kingsley Brown, Daniel Traynor, Jermaine Scott              | Hy-Grade                             | 3:37           |
| 7.             | „Love Killer”                       | Stefan Engblom, Olle Corneer, Kasia Livingston                                       | Dada Life                            | 3:46           |
| 8.             | „Ghetto Baby”                       | Elizabeth Grant, Roy Kerr, Anu Pillai                                                | Kid Gloves                           | 2:48           |
| 9.             | „Sexy Den A Mutha”                  | James Washington, Megan Nicolle Thomaston                                            | Jim Beanz                            | 3:39           |
| 10.            | „Mechanics Of The Heart”            | Taio Cruz, Mathias Wollo, Loick Essien                                               | Taio Cruz, Mathias Wollo             | 3:15           |
| 11.            | „All Is Fair”                       | James Washington, Candice Nelson                                                     | Jim Beanz                            | 3:24           |
| 12.            | „Last One Standing”                 | Billy Wes, Onique Williams                                                           | The Beamer Boyz, Billy Wes           | 3:09           |
| 13.            | „Boys Lie”                          | James Washington, Roy Warren, Koil Preample                                          | Jim Beanz                            | 3:39           |
| 14.            | „One Thousand”                      | E.F. Erfjord, H.B. Michelsen, Robert Rosiji-Griffith, L. Marshall                    | Electric, Bibi Jones                 | 3:43           |
| 15.            | „Telescope”                         | Dave Munday, Cara Salimando                                                          | Dave Munday                          | 2:31           |
|                |                                     |                                                                                      |                                      | 50:32          |

| Dodatkowy dysk Super Deluxe Edition | Dodatkowy dysk Super Deluxe Edition | Dodatkowy dysk Super Deluxe Edition                               | Dodatkowy dysk Super Deluxe Edition | Dodatkowy dysk Super Deluxe Edition |
| Nr                                  | Tytuł utworu                        | Tekst                                                             | Produkcja                           | Długość                             |
| ----------------------------------- | ----------------------------------- | ----------------------------------------------------------------- | ----------------------------------- | ----------------------------------- |
| 1.                                  | „Boys Lie”                          | James Washington, Roy Warren, Koil Preample                       | Jim Beanz                           | 3:39                                |
| 2.                                  | „One Thousand”                      | E.F. Erfjord, H.B. Michelsen, Robert Rosiji-Griffith, L. Marshall | Electric, Bibi Jones                | 3:43                                |
| 3.                                  | „Telescope”                         | Dave Munday, Cara Salimando                                       | Dave Munday                         | 2:31                                |
| 4.                                  | „Last One Standing”                 | Billy Wes, Onique Williams                                        | The Beamer Boyz, Billy Wes          | 3:09                                |
| 5.                                  | „I Like It”                         | Beanz, Nelson, Cole                                               | Jim Beanz                           | 3:44                                |
| 6.                                  | „Make You Go”                       | Cameron Roberson, David Loeffler, Jaylien Wesley                  | Jaylien Wesley                      | 3:29                                |
| 7.                                  | „Dum Dum”                           | Wes, Williams                                                     | The Beamer Boyz, Billy Wes          | 3:19                                |
| 8.                                  | „Teddy Bear”                        | Beanz, Cole                                                       | Jim Beanz                           | 4:00                                |
|                                     |                                     |                                                                   |                                     | 27:34                               |

## Notowania i certyfikaty
| Lista (2012)                      | Najwyższa pozycja |
| --------------------------------- | ----------------- |
| Australia (Digital Album)         | 39                |
| Belgia (Ultratop 50 Walonia)      | 144               |
| Hiszpania (PROMUSICAE)            | 96                |
| Irlandia (IRMA)                   | 2                 |
| Polska (OLiS)                     | 78                |
| Szkocja (Official Charts Company) | 1                 |
| Wielka Brytania (UK Albums Chart) | 2                 |

| Kraj                  | Certyfikat  | Sprzedaż |
| --------------------- | ----------- | -------- |
| Wielka Brytania (BPI) | Złota płyta | 200 000  |

## Historia wydania
| Kraj            | Data             | Format               | Wytwórnia              | Edycja              |
| --------------- | ---------------- | -------------------- | ---------------------- | ------------------- |
| Polska          | 14 czerwiec 2012 | CD                   | Universal Music Polska | Standardowa         |
| Irlandia        | 15 czerwiec 2012 | Digital download     | Polydor                | Standardowa, Deluxe |
| Nowa Zelandia   | 18 czerwiec 2012 | Digital download     | Polydor                | Standardowa, Deluxe |
| Wielka Brytania | 18 czerwiec 2012 | Digital download, CD | Polydor                | Standardowa, Deluxe |
| Polska          | 18 czerwiec 2012 | Digital download     | Polydor                | Standardowa, Deluxe |
| Australia       | 22 czerwiec 2012 | Digital download     | Polydor                | Standardowa         |